# Distretto di Shibar
Il distretto di Shibar è un distretto che si trova nella parte occidentale della provincia di Bamiyan in Afghanistan. Occupa una regione montuosa; il principale villaggio, Shibar, si trova a 2.637 m s.l.m. lungo la strada che durante tutte le stagioni collega Bamiyan con Kabul attraverso il Passo Shibar.
Nel 2005 il distretto contava 27.000 abitanti.
La parte settentrionale del distretto, a partire dal villaggio di Ghandak, è tagika. Vi sono inoltre diversi villaggi tagiki lungo la strada che attraverso il passo Hajigak collega Tupchi con Colo.
A seguito della caduta dei talebani questi villaggi subirono molestie da un signore della guerra di etnia hazara (Cappello Nero) il quale aveva base presso Tupchi e occupava un check-point e una vecchia città fortificata distrutta da Gengis Khan.
Il resto della popolazione è Hazara; alcuni villaggi a est del passo Shibar sono prevalentemente sunniti.